# Marleen Schouteden
Maria Helena "Marleen" Schouteden (Antwerpen, 25 mei 1945) is een N-VA-politicus en van 2013 tot 2018 burgemeester van Herent.
Ze is sinds 1988 bijna onafgebroken actief in de lokale gemeentepolitiek in haar woonplaats Herent. Eerst twintig jaar als lid van de OCMW-raad. Van september 2011 tot december 2012 was ze schepen van jeugd, buitenschoolse opvang, gezin, bibliotheekwezen, plaatselijke tewerkstelling, vrijwilligerswerk en toerisme. Bij de gemeenteraadsverkiezingen van 2012 werd zij de lijsttrekker nadat Willy Kuijpers zich minder actief wou bezighouden met het beleid. Ze werd na de verkiezingen voorgedragen als kandidaat-burgemeester en draagt sinds 1 januari 2013 de burgemeestersjerp van Herent. Op 5 februari 2018 volgde partijgenote Astrid Pollers haar op. Schouteden blijft zetelen tot het einde van de legislatuur, en staat als lijstduwer op de laatste plaats van de N-VA-lijst voor de gemeenteraadsverkiezingen van oktober 2018.
Ze is actief als advocaat en leidt een eigen advocatenkantoor. Ze was ingeschreven aan de Balie van Leuven en was van 1996 tot 1998 Stafhouder van deze balie. In 1998 richtte ze mee de Vereniging van Vlaamse Balies op, nadien was ze ook drie jaar bestuurder in de Orde van Vlaamse Balies.
Marleen Schouteden is weduwe, moeder van twee zonen en grootmoeder van vier kleindochters.